# Piccole suore di Santa Teresa del Bambin Gesù
Le Piccole Suore di Santa Teresa del Bambin Gesù sono un istituto religioso femminile di diritto pontificio: le suore di questa congregazione pospongono al loro nome la sigla P.S.S.T.

## Storia

I due fondatori della congregazione: don Giuseppe Mazzanti (a sinistra) e madre Maria Antonietta Zanelli (a destra). Al centro il vescovo di Imola monsignor Benigno Carrara.

La congregazione fu fondata a Imola da suor Antonietta Zanelli e don Giuseppe Mazzanti (3 giugno 1879 - 22 dicembre 1954):
- Madre Maria Antonietta, dopo aver preso i voti, viveva nell'istituto delle Piccole apostole del Sacro Cuore di Castel Guelfo.[2] Nel 1920, con alcune consorelle, la Zanelli si stabilì a Imola  e il 30 settembre iniziò a prestare servizio all'Istituto Santa Caterina, che ospitava orfani di guerra, giovani lavoratori e candidati al sacerdozio. Per alcuni contrasti con la casa-madre, il 9 luglio 1922 suor Antonietta lasciò Santa Caterina e con due consorelle, Ada Rossi ed Elisa Tinti,[3] diede inizio a una nuova congregazione.[4]
- Vicecancelliere della Curia vescovile, parroco di S. Maria in Regola, poi canonico della cattedrale imolese[5], dal 1916 al 1920 don Mazzanti alloggiò nella casa dei Rocca, una famiglia molto devota. I genitori avevano sette figli, tra cui un sacerdote, Rocco. La sorella Elena (Balìa, 1893) gli consigliò la lettura dell'autobiografia di Santa Teresa di Lisieux, Storia di un'anima. Elena Rocca morì (1-2 gennaio 1919) di febbre spagnola: la contrasse assistendo i malati del terribile morbo. Don Mazzanti, scosso dall'eroica morte della pia donna, decise di seguire il suo consiglio e lesse il libro. La storia di madre Teresa lo impressionò fortemente[6].

Quando fondarono la congregazione, Madre Maria Antonietta e don Mazzanti si affidarono alla protezione di Santa Teresa di Lisieux adottando la «piccola via» di Santa Teresa. Il 2 novembre 1923 le prime sei suore pronunciarono i voti privati e diedero vita all'Istituto delle «Pie Operaie del Bambin Gesù». Durante i primi nove anni svolsero la propria attività nella parrocchia di Sant'Agata, nel centro storico d'Imola.
Nel 1927 venne deciso che ogni suora avrebbe adottato un nuovo nome. In seguito alla canonizzazione di Teresa di Lisieux (1925), venne mutato anche il nome della congregazione, che diventò quello attuale. All'abito nero con la croce appesa al collo fu aggiunta la cuffia (dal 1929 venne coperta dal velo).
Nel 1928 si riunì per la prima volta il capitolo della congregazione, che elesse come Superiora generale madre Maria Antonietta Zanelli. 
L'8 maggio 1936 l'Istituto fu aggregato all'ordine dei carmelitani scalzi e il 16 dicembre 1949 ottenne il pontificio pro-decreto di lode con l'approvazione delle costituzioni.

## Attività e diffusione
Le suore lavorano prevalentemente in centri educativi-assistenziali per minori, in case di accoglienza per famiglie in difficoltà, in scuole per l'infanzia; si dedicano anche alle attività parrocchiali e all'assistenza agli ammalati.
Oltre che in Italia, sono presenti in Svizzera, Francia, Kenya (dal 1967), Tanzania (a Inyonga), Brasile (a Mauá, São Bernardo do Campo e Itaúna) e Messico (a Nogales e Hermosillo); la sede generalizia è a Imola, nello storico palazzo Alessandretti. Qui hanno sede: l'Oasi Santa Teresa per bambini (fondata nel 1953 fornisce i seguenti servizi: asilo nido, scuola dell'infanzia, doposcuola e centro estivo), la Casa dell'Accoglienza per donne anziane; una residenza per mamme e bambini in situazione di disagio; la casa famiglia per sorelle ammalate e anziane.
Alla fine del 2008 la congregazione contava 117 religiose in 28 case.

## Processo di beatificazione
Il 19 marzo 1993 i resti mortali dei fondatori don Giuseppe Mazzanti e madre Maria Zanelli vennero tumulati nella Cappella dell'Istituto Santa Teresa.

Il 28 ottobre 2011 la Superiora generale della Congregazione, madre Filomena Adamo, propose al vescovo d'Imola il riconoscimento delle virtù straordinarie dei due fondatori.

Il 3 giugno 2016 si aprì ufficialmente l'inchiesta diocesana per la loro canonizzazione.

Il 2 gennaio 2024 si è felicemente conclusa la fase diocesana, con la trasmissione degli atti a Roma presso il Dicastero delle cause dei santi.

## Cronotassi delle Superiori generali
- Madre Maria Antonietta Zanelli, 1928 - 15 dicembre 1958
- Madre Vincenza Martelli, dicembre 1958 - 8 settembre 1976
- Madre Maria Rosa Novello, 9 settembre 1976 - 30 luglio 1994
- Madre Agnese Zaniboni, 1º agosto 1994 - 31 dicembre 2000
- Madre Ritalba Sutti, 2 gennaio 2001 - 6 gennaio 2007
- Madre Filomena Adamo, 7 gennaio 2007 - 2 gennaio 2019
- Madre Ritalba Sutti, 2ª volta, 3 gennaio 2019[12][13] - 31 dicembre 2024
- Madre Erika Cavalleretto, 2 gennaio 2025[14] - in carica